# Klarobelia megalocarpa
Klarobelia megalocarpa är en kirimojaväxtart som beskrevs av Laurentius 'Lars' Willem Chatrou. Klarobelia megalocarpa ingår i släktet Klarobelia och familjen kirimojaväxter. IUCN kategoriserar arten globalt som starkt hotad. Inga underarter finns listade i Catalogue of Life.